# Erythrodiplax unimaculata
Erythrodiplax unimaculata is een libellensoort uit de familie van de korenbouten (Libellulidae), onderorde echte libellen (Anisoptera).
De wetenschappelijke naam Erythrodiplax unimaculata is voor het eerst geldig gepubliceerd in 1773 door de Geer.